# يوهان دانيال إلستر
يوهان دانيال إلستر (بالألمانية: Johann Daniel Elster)‏ هو مخرج جوقة وملحن سويسري وألماني، ولد في 16 سبتمبر 1796 في Benshausen ‏ في ألمانيا، وتوفي في 19 ديسمبر 1857 في ويتينغين في سويسرا.